# Розанов, Алексей Николаевич
Алексей Николаевич Розанов (28 августа [9 сентября] 1882, Белый, Смоленская губерния — 29 марта 1949, Ухта) — русский и советский учёный-геолог, стратиграф, тектонист. Один из создателей Московского отделения Геолкома, вице-директор Геолкома, первооткрыватель восточных флангов Норильского месторождения (рудник «Медвежий Ручей»). Профессор Московской горной академии.

## Биография
Родился 28 августа (9 сентября) 1882 года в городе Белый Смоленской губернии, в семье директора гимназии Николая Васильевича Розанова, старшего брата известного философа В. В. Розанова.
В 1900 году окончил 3 Московскую гимназию, с золотой медалью.
В 1906 году окончил Императорский Московский университет, отделение естественных наук физико-математического факультета, с дипломом 1-й степени. Был оставлен в университете для подготовки к профессорскому званию. Первая научная работа была опубликована в год окончания университета.
Активно сотрудничал с Геологическим комитетом (Геолком), первым государственным геологическим учреждением России. В декабре 1908 г. он, по предложению А. П. Павлова и А. В. Павлова, избран действительным членом Императорского Московского общества испытателей природы (МОИП).
В 1909—1911 годах проводил исследования в Саратовской и Самарской губерниях. В 1911 г. А. Н. Розанов стал действительным членом Геологического отделения Императорского общества любителей естествознания, антропологии и этнографии. С 1911 г. сферой научных интересов молодого геолога стало исследование фосфоритовых залежей Самарской, Оренбургской губерний и Уральской области.
В 1914 году по поручению Геологического комитета приступил к съемке 90-го листа 10-верстной геологической карты Европейской России в пределах Среднего Поволжья.
В 1915 году А. Н. Розанов был призван в действующую армию и направлен в 191-й пехотный запасной батальон. В 1916 г. адъюнкт-геолог Розанов был «возвращен из войск для исполнения, под руководством Комитета, исследований для надобностей Главного военно-санитарного управления». По поручению Управления, А. Н. Розанов обследовал минеральные источники и геологические условия их выходов на Северном Кавказе.
Летом 1917 года продолжил работы в Среднем Поволжье по составлению 10-верстной карты в южной части 90-го листа. В 1919 г. выполнял работы по составлению детальной карты окрестностей Москвы (совместно с В. Г. Хименковым).
Ко времени окончания Гражданской войны А. Н. Розанов переключился на решение новой научной проблемы, связанной с горючими сланцами. В общей сложности в 1919—1932 гг. опубликовал около двадцати трудов по сланцам. Активно работал в сфере геологии нефти, изучал нефтеносность третичных отложений Главного Кавказского хребта, дал очень важные заключения о перспективах снабжения заводов Среднего Поволжья асфальтовой рудой и гудроном.
В 1921 году был избран на пост вице-директора Геолкома и председателя его Московского отделения, сменив на этом посту М. М. Пригоровского.
А. Н. Розанов активно совмещал научную, производственную, административную и педагогическую деятельность. Преподавать он начал в Императорском Московском университете, а затем продолжил в Московской горной академии.
В 1930 году ему было предложено заведовать кафедрой геологии СССР во вновь организованном Московском нефтяном институте, читал там курсы лекций по геологии СССР и структурной геологии.

### Репрессии
Был арестован 14 февраля 1933 года вместе с группой московских геологов. Осуждён приговором ОГПУ от 4 июля 1933 года по статье 58-7-11 на 10 лет лишения свободы.
До 1935 года находился в сибирских лагерях, затем в Норильске (1935—1941) и Ухте (1941—1945, 1948—1949).
Стал одним из первооткрывателей восточных флангов месторождения Норильск-1 (рудник «Медвежий ручей»).

Облегчению участи А. Н. Розанова во время заключения способствовал его бывший ученик, выпускник МГА А. П. Завенягин, бывший в то время заместителем наркома НКВД. В книге «Странствие бездомных» (Баранская, 1999. С. 264) приведена история, записанная со слов дочери А. Н. Розанова Нины Алексеевны Розановой: 
«Худой, бородатый, в поношенной телогрейке, кирзовых стоптанных сапогах, он [А. Н. Розанов] выглядел как полагается выглядеть „зэку“. Завенягин велел профессору быть завтра на этом же месте ровно в 12.00, с собой ничего не брать, ни с кем об их встрече не говорить. Точно в указанное время А. Н. был уже на месте. Тут же подъехал автомобиль, шофер открыл дверцу, Розанов сел в машину и … через день оказался в Москве, в Бутырках. Отдельная камера, постель, сносное питание, визит врача, который прописывает ландышевые капли („барахлит“ сердце). Дерзкое похищение было оформлено задним числом как перевод в оздоровительный лагпункт под Красноярском (…). В лагпункт Розанов просил его не отправлять и был переведен геологом-консультантом в Ухту, где был Комбинат, аналогичный Норильскому».
Официально А. Н. Розанов был освобожден уже в 1942 г., но по его личной просьбе остался работать в Ухте в должности старшего геолога, чтобы завершить начатые полевые и теоретические исследования. Создал обобщающую работу о перспективах нефтегазоносности Коми АССР. Как писал историк геологической науки и промышленности В. Потолицын:
«В декабре 1944 года на второй Геологической конференции Коми АССР профессор А. Н. Розанов выступил с большим обстоятельным докладом о геологии и перспективах нефтегазоносности нашей республики. Подобной научно обобщающей геологической работы такого масштаба до этого времени по Тимано-Печорской провинции ещё не было. Кроме подробного критического разбора геологического строения территории, он определил направления дальнейших поисков месторождений нефти и газа, которые, спустя годы, подтвердились не только в целом, но и даже во многих деталях».
За работу в Ухтинском комбинате А. Н. Розанов был награждён орденом «Знак почета» (1944), став первым научным сотрудником в Ухте, удостоенным правительственной награды.
«Это был честный, преданный геологии ученый, высокоэрудированный специалист, автор более 70 научных работ, широкообразованный человек (…) Будучи крупным ученым, он ни словом, ни жестом не показывал своего превосходства, был прост и доступен для любого человека, щедро делился с молодежью своими обширными знаниями и богатым жизненным опытом» (Козулин, 1992).
Освобождён 15 октября 1942 года.
Скончался 29 марта 1949 года от инфаркта в Ухте, похоронен на Загородном кладбище.

## Семья
Отец — директор Бельской гимназии Николай Васильевич Розанова, старший брат известного философа В. В. Розанова.
- Сын — Юрий Алексеевич Розанов, геолог, кандидат наук, участвовал в реставрации зданий и стен Московского Кремля.
  - Внук — Алексей Юрьевич Розанов, назван в честь деда. Действительный член Российской академии наук, член президиума РАН, академик-секретарь Отделения биологических наук РАН. Президент Русского палеонтологического общества. Возглавляет Палеонтологический институт РАН.

## Награды и премии
- 1944 — Орден «Знак Почёта»

## Память
Его именем названы четыре вида[уточнить] головоногих моллюсков и брахиопод юрского периода.